# Góra Debruska
Góra Debruska – wzgórze o wysokości 338,9 m n.p.m.. Znajduje się na Wyżynie Olkuskiej na wschód od centrum miejscowości Filipowice w województwie małopolskim. W pobliżu znajduje się Dolina Kamienic. Na zachodnich zboczach położona jest Skała Debruska (Widynowa).